# パーソナルトレーナー協会
一般社団法人パーソナルトレーナー協会（英: Personal Trainer Association、略称:PTA）は、パーソナルトレーナーの地位の確立・向上や働く上での安心と顧客の安心、及びパーソナルトレーナー業界の啓発を目的として設立された社団法人で、VALX株式会社が後援する。

## 沿革
2016年6月に一般社団法人パーソナルトレーナー協会を設立し、2019年6月に政策研究大学院大学教授鈴木眞理が代表理事に就く。

## 活動目的
- パーソナルトレーナーの地位の確立・向上
- パーソナルトレーナーとして働く上での安心と顧客の安心
- パーソナルトレーナー業界としての啓発活動